# 두위루
두위루(중국어: 杜雨露, 병음: Dù Yǔlù, 한자음: 두우로, 1941년 1월 1일 ~ 2020년 2월 21일)는 중화인민공화국의 배우이다.
하얼빈시에서 나고 죽었다. 사인은 폐암이다.

## 방송
- 대진제국 1
- 정화의 대항해
- 강조비사
- 옹정왕조

## 영화
- 횡산호 (2012년)
- 정화의 대항해 (2009년)
- 옹정황제 (1997년)